# Roca Tallada (Berga)
La Roca Tallada és una muntanya de 804 metres que es troba entre els municipis de Berga i de Cercs, a la comarca catalana del Berguedà.